# ラゴス

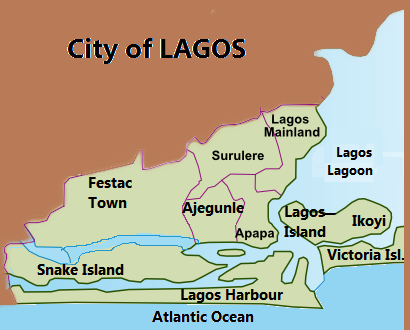
ラゴス市内地図

ラゴス（英語: Lagos [ˈlɑːɡoʊs, ˈleɪɡɒs], ヨルバ語: Èkó）は、ナイジェリア南西部にある港湾都市。ギニア湾（ベニン湾）岸に位置し、同国最大の港湾施設を備えている。2023年の都市的地域人口は約1454万人と推定されており、同国最大・アフリカ大陸ではカイロに次ぐ人口を抱える。1991年までナイジェリアの首都であった。

## 概要
独立後の人口調査は2回行われたのみであるが（1972年と1991年）、その総人口は1,000万人前後と推定され、アフリカ最大級のメガシティである。
2019年、アメリカのシンクタンクが公表したビジネス・人材・文化・政治などを対象とした総合的な世界都市ランキングにおいて、世界第83位の都市と評価されており、アフリカ大陸の都市ではカイロ、ヨハネスブルグ、ナイロビ、ケープタウンに次ぐ第5位であった。
ラゴスは本土側と、ラゴス・ラグーン（潟湖）を取り囲んだいくつかの島からなる近代的な都市である。「ラゴス」とは、ポルトガル語で「ラグーン」（潟湖）の意味である。もともとはラゴス・ラグーンに浮かぶ島にあった「エコ (Eko)」という名の小さな村であったが、この潟湖が大西洋に面する数少ない良港のひとつであったことから、ヨーロッパ人、主にポルトガル人との黒人奴隷貿易などの取引の場となった。このベニン湾一帯を指して「奴隷海岸」と称されることもある。ラグーンの連なりが、ラゴスから西のバダグリと東のオグン州に伸びている。また、名前はポルトガル南部にあり、約2千年の港町の歴史を誇る同名のラゴスに由来するという説もある。
ラゴスは1976年（実質的には1991年）にアブジャに首都機能が移るまでナイジェリアの首都であったが、現在でも経済的・文化的な中心都市である。また、西アフリカを代表する大都市であり、英語が通じるだけでなく、教育水準の高い人材も多いため、多くの多国籍企業がナイジェリアを含む西アフリカを広範囲にカバーした活動拠点をラゴスに置いている。
市内の中心部には多くの高層ビルが立ちならび、高速道路やバイパス道路なども整備されており、一見近代的な大都市といった様相を呈しているが、それらと同様に大規模なスラム街も雑然と広がっている。スラム街は埋立地など海岸部から水上生活者が暮らす沿岸海上にも広がっており、世界最大の海上スラム「マココ」を形成している。ラゴスに流入する移住者はナイジェリア国内だけでなく、近隣諸国からもやって来る（「地理」も参照）。
また、ラゴスは世界最悪の交通渋滞都市としても有名である。
2013年、安定性、医療、文化・環境、教育、インフラなどの項目を数値化した「住みやすい都市ランキング」では、全世界の140都市中ワースト4位であった。
ラゴスはアフリカで2位、全世界で7番目に急速に成長する大都会である。人口1億人を超えるナイジェリア全土から、大勢の人々がよりよい雇用や教育機会を求めて集まってくる。人口増加率、人口密度、そして失業率と犯罪の多さでもナイジェリア最大である。
人口は2025年に1,580万人、2050年に3,263万人、2075年に5,720万人、2100年には8,830万人を数える世界最大の超巨大都市となる予測が出ている。

## 地理

### 地域
ラゴス島
ラゴスの中心はラゴス・ラグーンに浮かぶラゴス島である。島の西部は中心業務地区であり高層ビルが林立し、国立博物館や中央モスク、キリスト教会などが立ちならぶ。首都時代には、国会議事堂もここに建てられていた。東部にはメイン・マーケットがあるほか、貧困層の住宅が密集する地区もある。この島にはIdumota市場やBalogun市場といった、市内で最も大きな卸売市場もある。ラゴス島はエコ橋、カーター橋、第3本土連絡橋の3本の橋で本土と結ばれているが、渋滞が激しいために交通はマヒ状態であり、新しい道路やラグーンを結ぶ橋の建設が計画されている。島の北西には、17世紀に建設された宮殿（オバ・パレス）が現存している。
イコイ島
ラゴス島の東側に位置する。かつては独立した島であったが、今は埋め立てによって一体化している。ヴィクトリア島とは小さな水路で隔てられており、5本以上の橋によって結ばれている。植民地時代のイギリス人達の邸宅地区で当時のコロニアル様式の建築物がならんでおり、官庁、ホテル、学校、公園、ゴルフ場、高級ショッピング街などが揃ったアフリカ有数の高級住宅地である。
ヴィクトリア島
ラグーンの一番外側の海に面した島で、ラゴス島やイコイ島の南に接しており、橋で結ばれている。もとはイコイ島同様の住宅街であり緑の多い島であったが、ここ20年で大企業や銀行、多国籍企業の入る多数の超高層ビルが立ちならんだ金融・ビジネスセンターとなった。繁華街でもあり、日本の領事館もある。近年は渋滞がひどく、露天商も多数出るようになった。また、この周辺のインターネットカフェなどがいわゆる「ナイジェリアの手紙」詐欺の拠点となっている。
本土側
アパパ地区
ラゴス島の対岸の本土側にある、ラゴスの輸出入の拠点となる港湾地区。西アフリカ随一の大きなコンテナ埠頭があるが、もと国営であったものが民営化され、2005年オランダの船会社APモラー社に売却された。
エブテ・メタ
食品産業や学校などが盛んである。コロニアル様式の建築がならぶ。
スルレレ
国立競技場や映画産業、音楽産業、夜明けまでにぎわう歓楽街のある華やかな商業地区。
ヤバ
ラゴス大学ほか、工業・医学などの数多くの大学がある文教地区。
イケジャ
ムルタラ・モハンマド国際空港がある、ナイジェリアの空の玄関。また、ライブハウスなども多い商業地区である。
マココ
ラグーンに面した、水上生活者の多い地区。

#### 行政区画

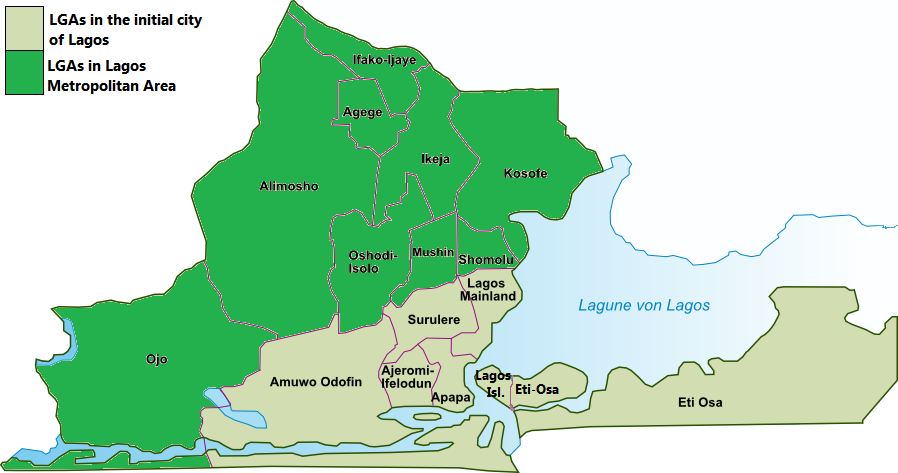
ラゴス大都市圏の16地方行政区の地図

| 地方行政区                                                                          | 面積 (in km²) | 人口 (2006 Census) | 人口密度 (inh. per km²) |
| ----------------------------------------------------------------------------------- | ------------- | ------------------ | ----------------------- |
| アゲゲ (Agege)                                                                      | 11.2          | 459,939            | 41,071                  |
| アジェロミ＝イフェロドゥン (Ajeromi-Ifelodun)                                       | 12.3          | 684,105            | 55,474                  |
| アリモショ (Alimosho)                                                               | 185.2         | 1,277,714          | 6,899                   |
| アムウォ＝オドフィン (Amuwo-Odofin)                                                 | 134.6         | 318,166            | 2,364                   |
| アパパ (Apapa) (ラゴス港主要地区)                                                   | 26.7          | 217,362            | 8,153                   |
| エティ＝オサ (Eti-Osa) (イコイ島およびヴィクトリア島を含む高級住宅街、ビジネス地区) | 192.3         | 287,785            | 1,496                   |
| イファコ＝イジャイェ (Ifako-Ijaiye)                                                 | 26.6          | 427,878            | 16,078                  |
| イケジャ (Ikeja)                                                                    | 46.2          | 313,196            | 6,785                   |
| コソフェ (Kosofe)                                                                   | 81.4          | 665,393            | 8,174                   |
| ラゴス島 (Lagos Island) (歴史的ラゴスであり、商業の中心地)                          | 8.7           | 209,437            | 24,182                  |
| ラゴス本土 (Lagos Mainland)                                                         | 19.5          | 317,720            | 16,322                  |
| ムシン (Mushin)                                                                     | 17.5          | 633,009            | 36,213                  |
| オジョ (Ojo)                                                                        | 158.2         | 598,071            | 3,781                   |
| オショディ＝イソロ (Oshodi-Isolo)                                                   | 44.8          | 621,509            | 13,886                  |
| ソモル (Somolu)                                                                     | 11.6          | 402,673            | 34,862                  |
| スルレレ (Surulere)                                                                 | 23.0          | 503,975            | 21,912                  |
| ラゴス大都市圏                                                                      | 999.6         | 7,937,932          | 7,941                   |

### 気候
ラゴスはナイジェリア南部の大部分と同じくサバナ気候に属している。ラゴスの雨季は2回あり、4月から7月の長く激しい雨季と、9月から10月にかけてのやや弱い雨季がある。8月は短い乾季に当たり、11月から3月までは長い乾季となる。月間降水量は5月から7月にかけては400mmを越え、8月から9月には200mmに落ち、最も降水量の少ない12月には25mmの降水量しかなくなる。乾季の最盛期である12月から2月上旬にかけては、サハラ砂漠から乾燥したハルマッタンと呼ばれる風が吹きつけ、この風がラゴスに乾燥をもたらす。ラゴスの観測史上の最高気温は37.3℃、最低気温は13.9℃である。

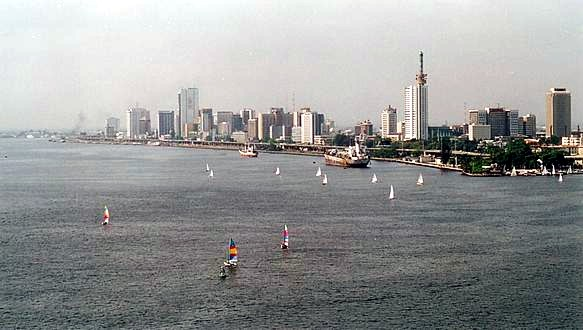
ラゴス島西部の中心業務地区

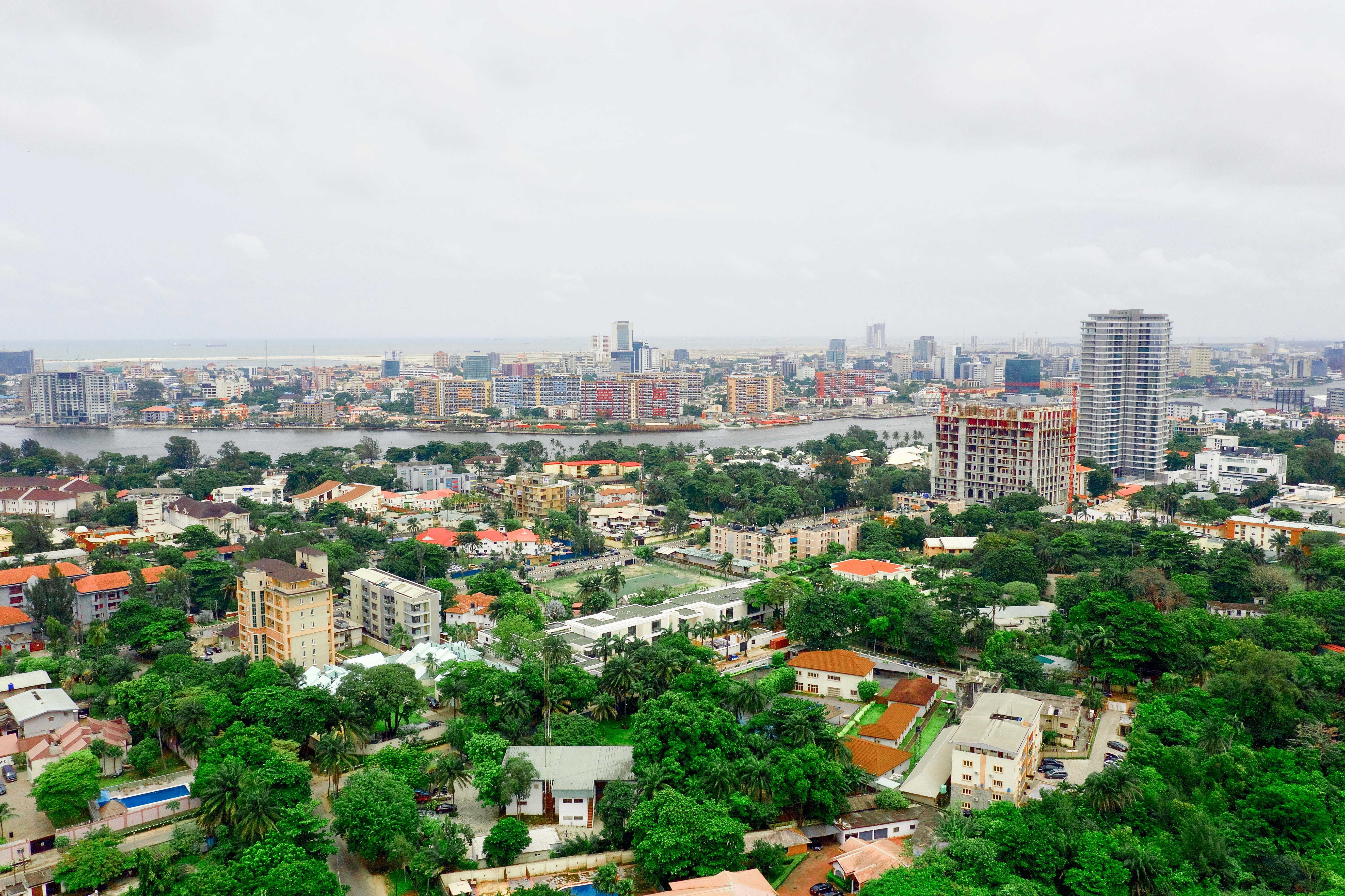
イコイの住宅地

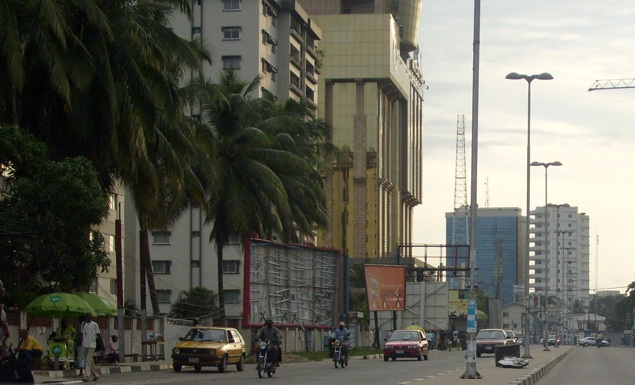
ヴィクトリア島は新都心として開発が進む

| ラゴスの気候                                | ラゴスの気候 | ラゴスの気候 | ラゴスの気候 | ラゴスの気候  | ラゴスの気候  | ラゴスの気候   | ラゴスの気候   | ラゴスの気候  | ラゴスの気候  | ラゴスの気候  | ラゴスの気候 | ラゴスの気候 | ラゴスの気候  |
| 月                                          | 1月          | 2月          | 3月          | 4月           | 5月           | 6月            | 7月            | 8月           | 9月           | 10月          | 11月         | 12月         | 年            |
| ------------------------------------------- | ------------ | ------------ | ------------ | ------------- | ------------- | -------------- | -------------- | ------------- | ------------- | ------------- | ------------ | ------------ | ------------- |
| 平均最高気温 °C （°F）                      | 32.2 (90)    | 33.1 (91.6)  | 32.7 (90.9)  | 32.1 (89.8)   | 30.9 (87.6)   | 29.2 (84.6)    | 28.1 (82.6)    | 28.1 (82.6)   | 28.9 (84)     | 30.4 (86.7)   | 31.0 (87.8)  | 31.9 (89.4)  | 30.72 (87.3)  |
| 平均最低気温 °C （°F）                      | 22.3 (72.1)  | 23.5 (74.3)  | 23.8 (74.8)  | 23.6 (74.5)   | 23.1 (73.6)   | 22.6 (72.7)    | 22.1 (71.8)    | 21.7 (71.1)   | 21.9 (71.4)   | 22.3 (72.1)   | 22.6 (72.7)  | 22.4 (72.3)  | 22.66 (72.78) |
| 雨量 mm （inch）                            | 14.3 (0.563) | 42.0 (1.654) | 77.1 (3.035) | 142.4 (5.606) | 204.8 (8.063) | 312.2 (12.291) | 256.9 (10.114) | 112.4 (4.425) | 167.1 (6.579) | 135.8 (5.346) | 54.0 (2.126) | 19.0 (0.748) | 1,538 (60.55) |
| 平均降雨日数                                | 1.5          | 2.7          | 6.4          | 8.9           | 12.4          | 16.2           | 13.2           | 11.6          | 12.7          | 10.9          | 4.9          | 1.4          | 102.8         |
| 平均月間日照時間                            | 164.3        | 169.5        | 173.6        | 180.0         | 176.7         | 114.0          | 99.2           | 108.5         | 114.0         | 167.4         | 186.0        | 192.2        | 1,845.4       |
| 出典1：World Meteorological Organization    |              |              |              |               |               |                |                |               |               |               |              |              |               |
| 出典2：Hong Kong Observatory (日照時間のみ) |              |              |              |               |               |                |                |               |               |               |              |              |               |

## 歴史
ラゴスは元来「エコ（Eko、「キャッサバ畑」の意味）」という名であった。村はベニン王国から来た王族、アドによって建てられた。彼はバロ、アキンセモイン、エレル・クティの3人を生んだ。エコは王宮の建てられた場所であった。エコの南部に入植していた先住民は「イサレ・エコ（エコの底）」と呼ばれていた。
エレル・クティは王オログン・クテレを生み、その弟ショクンは王宮の裏に「オニレ・グバレ（地主がお前の土地を一掃する）」という名の族長の邸宅を与えられた。王朝はこうして始まり、王の弟は独自の族長家を王宮の裏ではじめた。
今日のラゴスは16世紀にポルトガル人によって建設され、1851年まで奴隷貿易の一大中心地となった。1807年、イギリスが奴隷制の禁止をかかげて西アフリカ沿岸の奴隷貿易港湾を襲い、ラゴスもその手に落ち、1861年公式にイギリス植民地として併合された。今日のナイジェリアの残る部分は1886年に征服され、ヨルバ人やイボ人の地域を中心とするニジェール沿岸保護領とハウサ人を中心とする北部ナイジェリア保護領、そして直轄の植民地であったラゴスの3つの領が成立した。ラゴスは両保護領の外港として発展し、1898年には内陸部とラゴスを結ぶ鉄道も建設を開始し、1901年から一部運行を開始した。この鉄道は1912年には北部ナイジェリア保護領の中心都市・カノまで全通し、ラゴスが貿易港としてより一層発展する基盤となった。1900年にニジェール沿岸保護領が改組されて南部ナイジェリア保護領が成立すると、その行政府もラゴスにおかれ、行政の中心としても発展を始めた。1906年には南部ナイジェリア保護領とラゴス直轄植民地が併合され、さらに南北ナイジェリアが1914年にひとつの保護領として成立すると、ラゴスがその首都となった。ラゴスはナイジェリア独立後の1960年代からビアフラ戦争に先立つ1970年代前半に掛け、石油生産を中心とした経済好況の結果、急速な発展を遂げ高層ビルが立ちならんだ。
1976年、対立しあう北部と南部の中間にあるアブジャに、ナイジェリアの首都が移転することになった。しかし、ほとんどの政府機関（特に国家の中枢）は、アブジャが十分に開発されていないとの理由からラゴスに残ることとなった。アブジャはアメリカ合衆国のワシントンD.C.やブラジルのブラジリアのような人工的な首都であり、もとから街のある通常の首都とは異なって荒地の上に新設されたため、長いあいだ街とは呼べないような状態であった。1991年11月14日、国家の中枢とその他の政府機関がついに新しくできた首都に移り、行政機関とその関係者の大移動が起こった（多くの情報源では、1991年をラゴスが首都でなくなった年としているが、公式には1976年から首都ではなかった）。この変化は、ラゴスからいくらか権威と経済的な影響力を削ぐことになった。しかし、ラゴスが今でも国内最大の都市で経済の中心であるという重要性に変わりはない。
1980年代以降、クーデターが相次ぎ情勢は混乱し、政権は中央から地方まで腐敗したため、石油生産があるにもかかわらずナイジェリア経済は苦しくなった。ラゴスの失業率も高まり、大企業に勤務し邸宅に住むエリートと粗末なスラムに住む人々との格差は広がった。また、犯罪率やエイズ感染率も高く、ラゴスの治安はアフリカ最悪級とされ、バックパッカーやビジネスマンたちの間でも悪名高い。現在は経済再建の途にある状態であるが、拡大が続く大都市ラゴスの混雑や貧困を解決する見通しはあまり立っていない。

## 政治
ラゴスは市長や独自の議会をもたない。もっとも、これはアフリカの多くの都市に共通する特徴でもある。1960年の独立時にはラゴス担当相が置かれ、ラゴス市議会が市政を担当していたが、1967年にラゴス市議会は廃止され、周辺の西部州の一部とともに新設されたラゴス州の一部として再編された。それ以降、ラゴスの行政を司るのはラゴス州政府となっている。1976年までラゴス州州都はラゴス島にあったが、その後に北部郊外のイケジャに移っている。
ラゴス州はラゴス市の範囲を超えた広い地区を管轄するが、特にラゴス市の行政に力を入れている。州政府は道路、交通、電力、上下水道、保健衛生、教育などを担当している。
ラゴス島の古いコロニアル様式の建物には、ラゴス州最高裁が拠点を置いている。

## 対外関係

### 姉妹都市・提携都市
| - アトランタ、アメリカ合衆国 - ブリュッセル、ベルギー - ブカレスト、ルーマニア - カイロ、エジプト - コトヌー、ベナン - 大邱、大韓民国 - モンテゴ・ベイ、ジャマイカ - ニューカッスル・アポン・タイン、イギリス - イスタンブール、トルコ - ジャイプール、インド | - オリンピア、ギリシャ - ポートオブスペイン、トリニダード・トバゴ - ラーナナ、イスラエル - リオデジャネイロ、ブラジル - サルセド、ドミニカ共和国 - ザルツブルク、オーストリア - 台北、台湾 - トビリシ、ジョージア - トゥールーズ、フランス |

## 経済

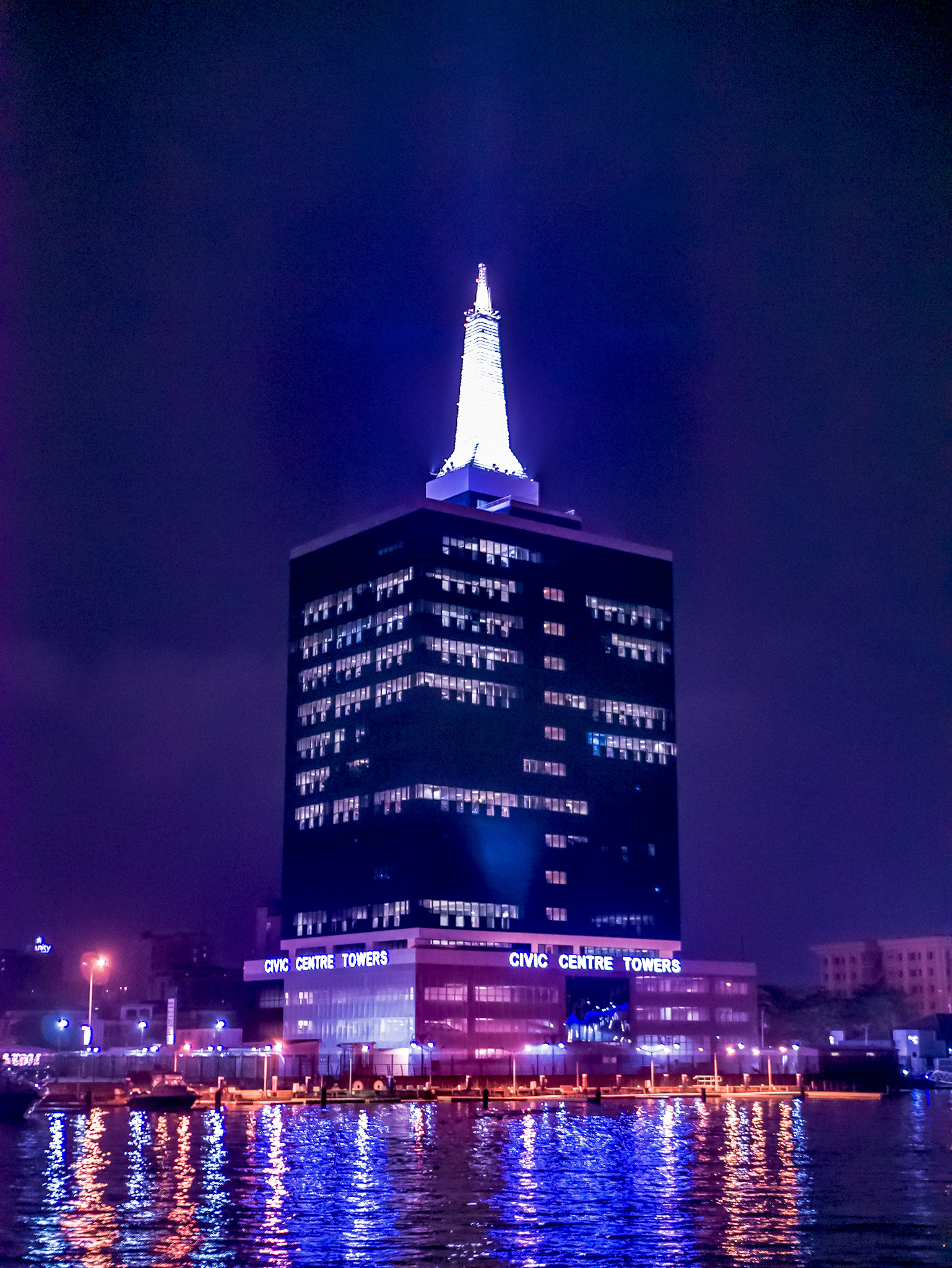
civic center towers

ラゴスはナイジェリアを代表する港湾である。ナイジェリア港湾局が運営するラゴス港は、ラゴス港地区、アパパ港地区、ティン・カン港地区の3つに分かれている。港には貨物鉄道も乗り入れている。
港湾は消費財、食料、自動車、機械、部品などを輸入している。輸出しているのは木材や、カカオ、ナッツなどの農産品であるが、これら農林関係の商品は1970年代以降減少し、代わって原油の輸出量が増加しており、特に1997年から2000年にかけて急増している。石油と石油製品は、ナイジェリアのGDPの20%と外貨獲得の95%を担っている。
ラゴスはナイジェリアの商取引の中心でもある。また多くの国の銀行や金融機関が支店をラゴスにおいている。
ナイジェリアの工業生産の50%以上はラゴスの本土側の郊外にある。特にイケジャ地区は工場が多い。機械、輸送機械、電気製品、化学製品、ビール、加工食品、繊維などが生産されている。

### 観光

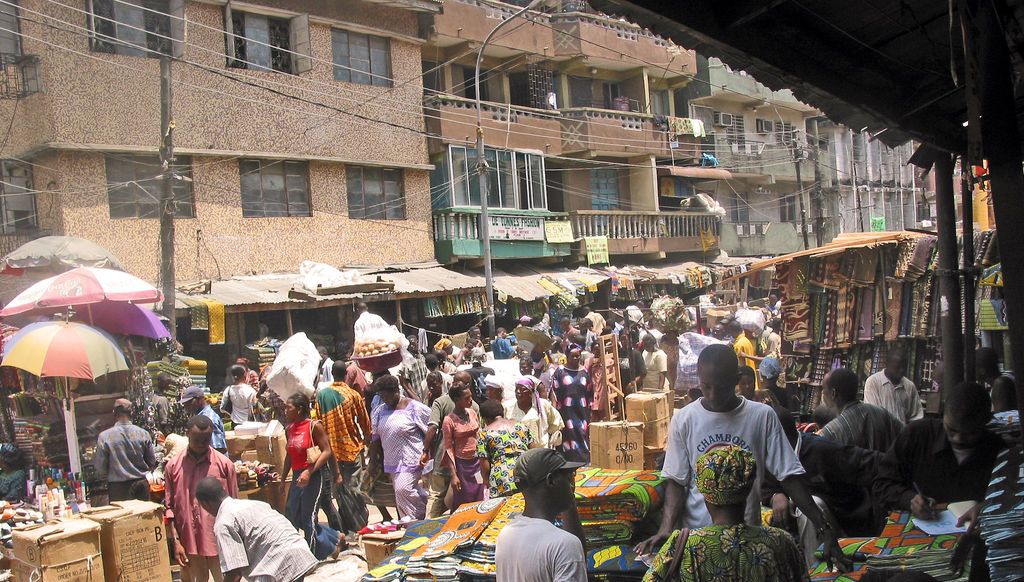
ラゴスの伝統的な市場

本土側が主要な住宅地区であり、地元のアフリカン・ポップ・ミュージックの演奏などを中心とした歓楽地区でもある。特にヤバとスルレレが有名である。また、これらの地区にはナイジェリア国立競技場、多数の大学、北部へ向かう鉄道駅もある。
ラゴスの主要な観光地は、すべてラゴス島側にある。モスク、キリスト教会、独特の造形で知られるナイジェリア諸民族の彫刻を数多く収蔵したラゴス国立博物館、ナイジェリア国立劇場、戦争記念碑のあるタファワ・スクエア、超高層ビルのインディペンデンス・ハウス（1963年建設）、バログン・マーケットなど多くの市場、ブラジリアン・クオーターなどが代表的な観光地である。
ビーチ・リゾートもラゴス周辺にいくつかある。また、ラゴスは国際空港と国内空港の2つがある。ただし、市内の治安はヨハネスブルグやナイロビと並ぶ悪さなので、特に夜間は十分注意が必要である。

## 交通

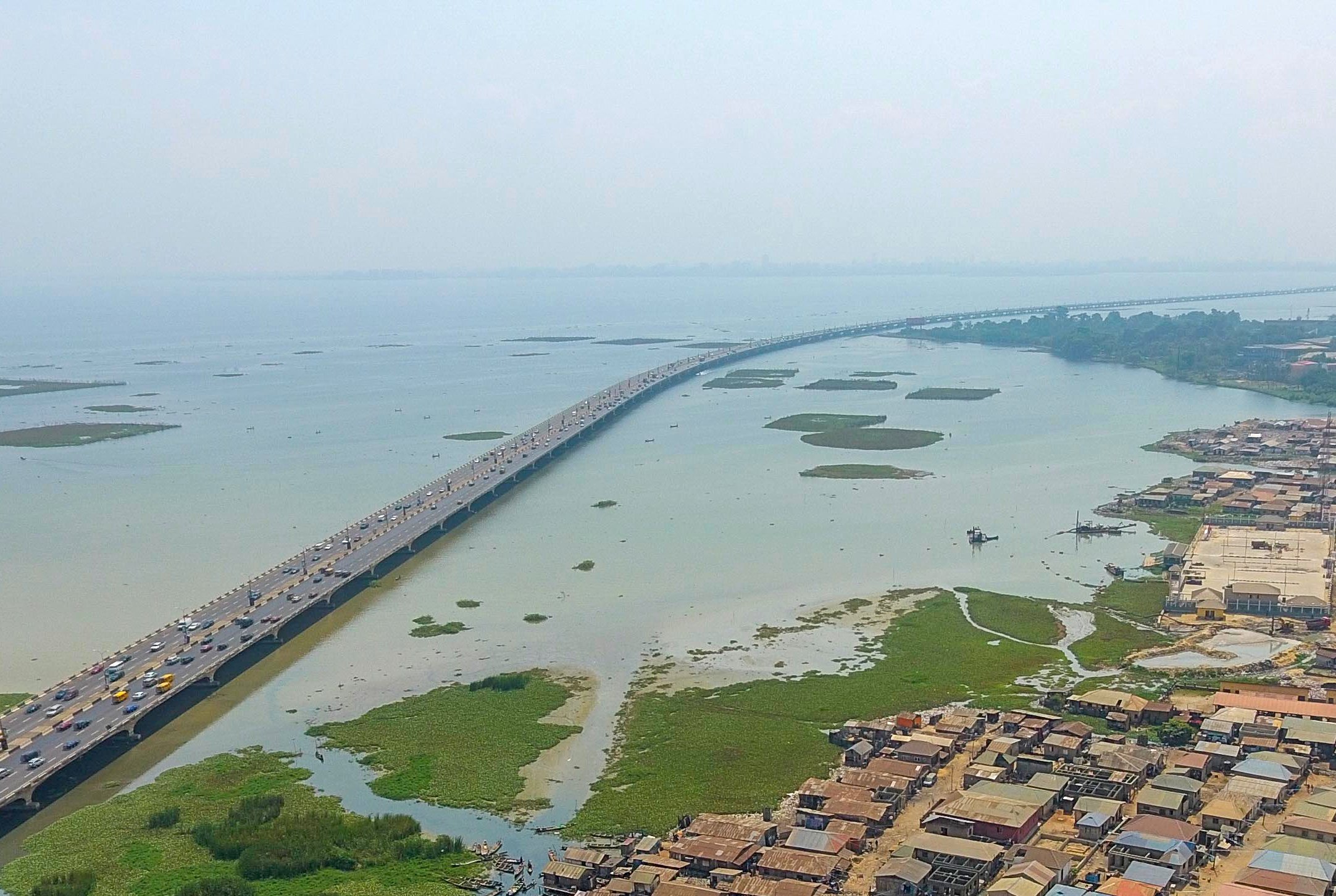
第3本土連絡橋

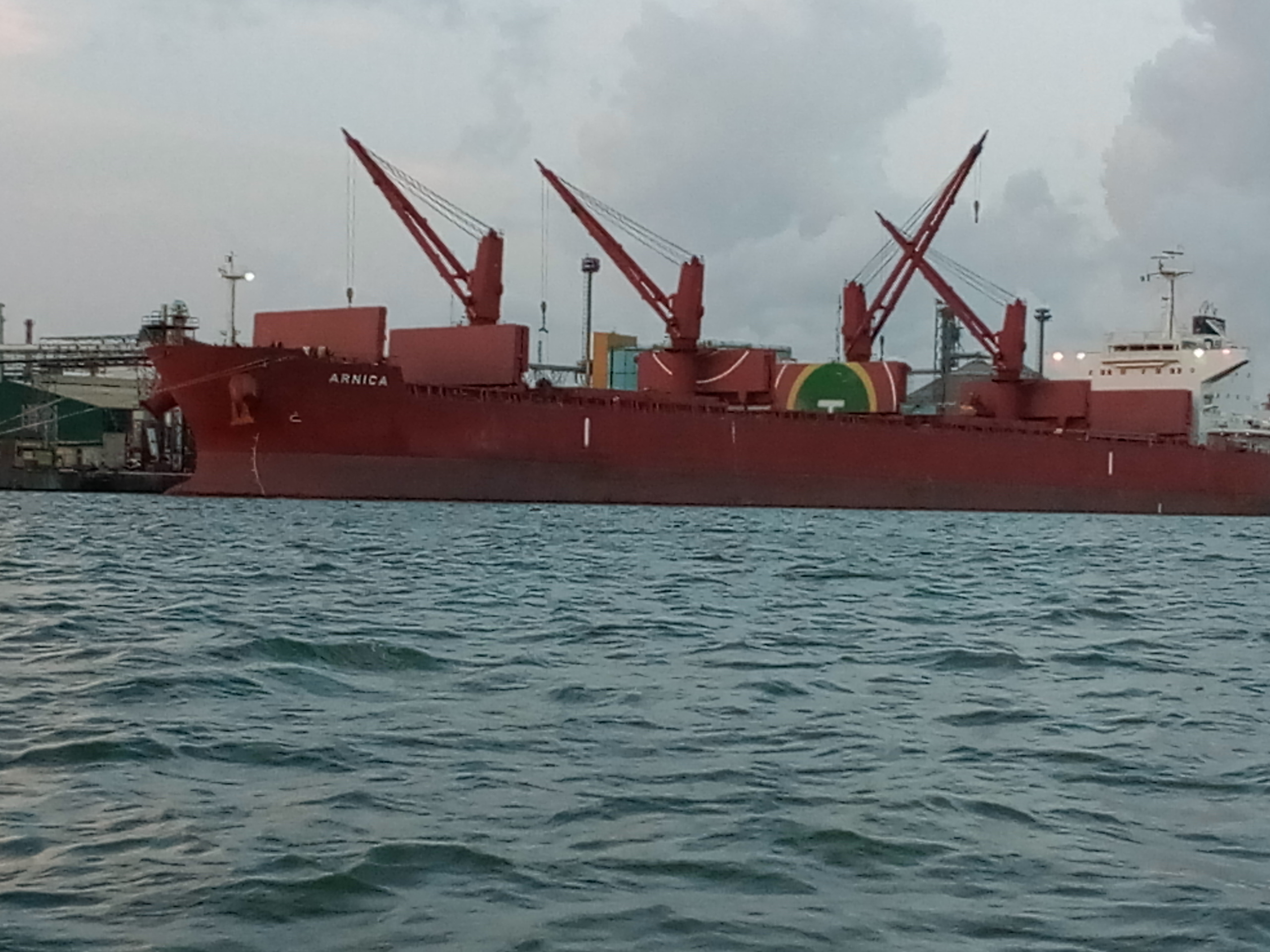
アパパ港

フェリーと高速道路が都市の各部分をつないでいる。しかし、市内の交通は混雑によってあまり機能していない。無数のバス、タクシー、自家用車、トラック、そして歩行者が幹線道路という道路を埋め尽くし、交差点やバスターミナルは末期的な症状を呈している。
その理由は、独立した島々からなる特有の地形、爆発的な人口増加、これほどの人口増加を想定していなかった都市計画（ラゴスは人口300万人のケープタウンなみの交通整備しかなされていない）、陥没しているなど整備の行き届いていない道路や、交通マナーの悪さなどである。
鉄道に関しては、1901年に運行を開始し、かつては南部のポートハーコートなど各都市からの列車が発着する中央駅が機能していたが、2000年代以前にインフラが維持できず荒廃している。辛うじて北部のカノ行きの列車が運行されていたが、2003年頃から2012年12月までは不通となっていた。また、ラゴス近郊のイフォからラゴス間では、交通事情改善のためラッシュ時のみ旅客輸送を行っている。2006年からは中華人民共和国とイタリアの企業体により、改軌を中心とした近代化計画が動きはじめた。2021年にはイバダンとの間に全長約157キロメートル、設計時速は150km/hの鉄道が開通している。ラゴス側の玄関駅としては、モボラジ・ジョンソン駅が新設された。
空運に関しては、市の北部のイケジャにムルタラ・モハンマド国際空港があり、ナイジェリアの空運の中心となっている。ムルタラ・モハンマド国際空港からは、ヨーロッパやアフリカ各地への便が出発するほか、エア・ナイジェリアやアリクエアなど国内航空各社のハブ空港となっている。
ラゴス港はナイジェリア最大の港であり、1990年代にはナイジェリア全国の貨物取扱量のうち75％がこの港で扱われた。21世紀に入っても、ラゴス港はナイジェリアの大半の貨物を取り扱っている。
都市鉄道としてラゴス都市鉄道が建設中であり、2022年に完成予定。最終的には7つの路線が完成する計画である。

## 教育

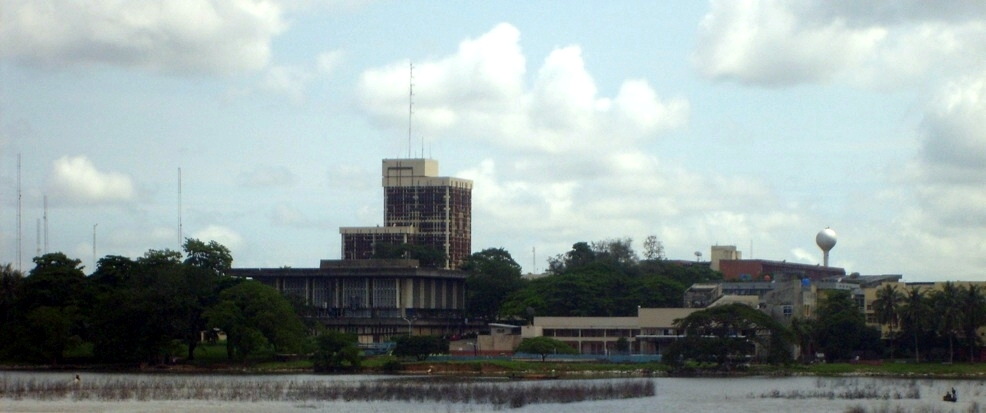
ラゴス大学

ラゴスの公立学校はラゴス州政府によって運営されている。教育システムは、他の多くの西アフリカ諸国経済共同体加盟国と同じように6-3-3-4制である。学校は、小学校（プライマリースクール）、中学校（ジュニア・セカンダリー・スクール、JSS）、高校（シニア・セカンダリー・スクール、SSS）、および大学の4段階に分かれている。
ラゴスにおける近代教育の歴史は、1861年のイギリス直轄領化以前にまで遡ることができる。1859年にはヨルバランド初のグラマースクールであるラゴス・グラマースクールが開校し、1870年代から1880年代にかけては、キリスト教諸宗派によるグラマースクールが相次いで設立された。1909年にはナイジェリア初の公立中等教育機関であるキングズ・スクールがラゴスに開校したが、その後、ナイジェリア全体においても公立中等教育機関は1926年まで1校も開かれず、ミッションスクールがラゴスの教育の中心を占める状況が続いた。その後、公的教育は徐々に拡大していった。
独立後の1962年にはラゴス大学が設立された。現在、ラゴス大学はラゴス本土区にメインキャンパスを置き、イバダン大学やヌスカ大学、ザリア大学、イフェ大学、ベニン大学とならぶナイジェリアでもっとも古い大学のひとつとして、高い評価を受けている。ラゴス大学は35,000人以上の学生と4,000人の職員を抱え、13の学部を持っている。そのほかにも、1984年に設立されたラゴス州立大学など多数の大学が存在している。

## 文化
ラゴスは音楽・ファッション・映画など、アフリカ有数の大衆文化の中心地である。また、古代以来様々な文明のブロンズなどの彫刻は独特の造形で知られており、20世紀美術に与えた影響も大きい。音楽、舞踊、現代美術など、伝統文化・現代文化でもアフリカの中心のひとつである。

### 言語
公用語は英語である。また、ラゴスはもともと伝統的なヨルバランド内に位置するため、住民はヨルバ人が最も多く、ヨルバ語も広く話されている。

### 音楽
ポップ・ミュージックでは、ハイライフなどアメリカや中南米の影響が強い音楽が盛んであるが、1970年代以降、アメリカの最新のブラック・ミュージックとナイジェリアの各部族の音楽などを融合させた、非常に政治的メッセージの強いアフロ・ビートやアフロ・ファンクなど独自のポップスが広がった。フェラ・クティ、キング・サニー・アデらは世界的な影響を与えたミュージシャンである。現在はこれらに加え、ヒップホップが流行しているほか、フジ、ジュジュといった独自のポップスも盛んである。

### ファッション
ファッションでは男女ともゆったりとした衣服に、帽子またはスカーフの伝統的な衣装が主流であるが、こうしたファッションもまたイスラムや西洋からの影響が大きい。特に女性の衣装の刺繍や染織、プリント布などの装飾性やカラフルさは印象的であり、様々なデザインがラゴスで開発されている。布を自力で大量生産できるほどの大規模な繊維産業は少なく、布地は近隣諸国やインド・中国からの輸入に頼る面が大きい。

### 映画
映画製作では、ラゴスは「ノリウッド」（ナイジェリアとハリウッドの合成語）と呼ばれアフリカの映画製作中心地となっている。特にビデオテープやビデオCD、DVDといった形態でナイジェリア映画が流通している。これらの映画は、主に市内のFestac地区で撮影されている。ノリウッド映画は映画用のフィルムでなくデジタルカメラを使って安く簡単に作られるのが特徴であり、製作本数ではハリウッドを抜いて、インドのムンバイ（ボリウッドと呼ばれ、インドの映画製作の中心地である）に次ぐ世界第2位の製作本数を誇る。他のアフリカ諸国で映画製作が衰退していくなか、ラゴスの映画製作はなお拡大傾向にある。

### スポーツ
ラゴスで最も人気のあるスポーツはサッカーであり、ブリッジ・ボーイズFCやファースト・バンクFCなどいくつかのプロサッカークラブが存在する。ブリッジ・ボーイズFCのようにナイジェリア・プレミアリーグでの優勝経験のあるチームもあるが、近年はどのチームもふるわず、2012年現在でナイジェリア・プレミアリーグ（一部リーグ）にラゴスのチームは皆無であり、2部リーグにいくつかのチームが所属するのみの状態である。郊外のスルレレ区には55,000人収容のラゴス国立競技場があり、かつてはサッカーナイジェリア代表チーム（スーパーイーグルス）のホームグラウンドとして使用され、1999 FIFAワールドユース選手権やアフリカネイションズカップ2000など数々の国際試合が行われてきた。しかし、首都がアブジャに移転するとともに、スーパーイーグルスの本拠も2003年開業のアブジャ・スタジアムへと移転し、老朽化したラゴス国立競技場では2004年を最後に試合が行われなくなって、現在は荒廃した状態となっている。これに代わるラゴスのメインスタジアムとして、2007年にラゴス国立競技場の近くに24,325人収容のテスリム・バログン・スタジアムが開業し、ファースト・バンクFCの本拠として使用され、2009年にナイジェリアで開催された2009 FIFA U-17ワールドカップのラゴス会場としても使用された。

## ラゴス出身の著名人
- ソラ・アキンボラ - ジャミロクワイのパーカッショニスト。

### 政府と経済
- ラゴス州公式サイト （英語）

### 新聞
- ザ・ガーディアン（ナイジェリア） （英語）
- ヴァンガード （英語）

### 教育
- ラゴス・ビジネススクール - パン・アフリカン大学 （英語）

### その他
- 日本外務省 ナイジェリアの情報 （日本語）
- 『ラゴス』 - コトバンク